# Weynay Ghebresilasie
Weynay Ghebresilasie (* 24. Mai 1994) ist ein eritreischer Leichtathlet, der sich auf den Hindernislauf spezialisiert hat.
Ghebresilasie belegte bei den Crosslauf-Weltmeisterschaften 2011 in Punta Umbría den 30. Platz im Juniorenrennen. Bei den Leichtathletik-Juniorenweltmeisterschaften 2012 in Barcelona wurde er im Hindernislauf Sechster. Kurz darauf startete er in derselben Disziplin bei den Olympischen Spielen in London, schied jedoch als Zehnter seines Vorlaufs frühzeitig aus. Ghebresilasie war in London Flaggenträger der eritreischen Mannschaft. Nach den Olympischen Spielen beantragte er politisches Asyl in Großbritannien. Mittlerweile lebt er in Sunderland und startet für die Sunderland Harriers.